# Wiera Baniewicz
Wiera Baniewicz, również jako Vera Baniewicz (ur. 1949 w Woroneżu, zm. 2020 w Berlinie) – polsko-niemiecka śpiewaczka operowa (mezzosopran).

## Życiorys
Urodzona w Woroneżu w ZSRR, od 1970 związana z Polską. Śpiewu uczyła się w Warszawie u prof. Zofii Brégy (początkowo w średniej szkole muzycznej a następnie w PWSM w Warszawie. Laureatka II nagrody Międzynarodowego Konkursu Muzycznego w Genewie (1974), nagrody na Międzynarodowym Konkursie wokalnym w Tuluzie (1975) oraz IV nagrody i nagród specjalnych na Międzynarodowym Konkursie Muzycznym w Montrealu (1977). Solistka Warszawskiej Opery Kameralnej (1974/1975), Opery Krakowskiej (1975/76), Opery w Dortmundzie (1976-1983), Opery w Hannowerze (1985-1989), Opery w Bonn (2006-2008). Występowała również m.in. w mediolańskiej La Scali (w 1985 i 1988), w teatrach operowych w Barcelonie, Bazylei, Montrealu, Pretorii, Ohio, Amsterdamie, St. Gallen, Grazu, Lyonie, Strassburgu, Lizbonie, Sztokholmie, Berlinie, Düsseldorfie, Monachium, Hamburgu, Hannowerze, Stuttgarcie, Mannheim, Frankfurcie, Lipsku, Dreźnie, Brunszwiku, Ratyzbonie, Freiburgu, a w Polsce w   Teatrze Wielkim – Operze Narodowej w Warszawie, Teatrze Wielkim w Poznaniu, Operze Dolnośląskiej i Operze Bałtyckiej. Brała udział w nagraniu płyty Stanisław Moniuszko - Straszny dwór (Polskie Nagrania Muza) nominowanej do Fryderyka 2002 w Kategorii Album Roku Muzyka Wokalna, nagraniu opery Modesta Musorgskiego "Borys Godunow" pod dyrekcją Jerzego Semkowa (EMI, 1977), nagraniu opery Pietro Mascagniego "Cavaleria rusticana" pod dyrekcją Giuseppe Sinopoliego (Deutsche Grammophon Gesellschaft) u boku Agnes Baltsa i Placida Domingo, oraz oper Giacomo Pucciniego "Gianni Schicchi" i "Il Tabarro" pod dyrekcją Giuseppe Patané (Ariola-Eurodisc, 1988). Współpracowała m.in. z takimi dyrygentami, jak Sergiu Celibidache, Giuseppe Sinopoli, Giuseppe Patané, Carlo Franci, Kiryll Petrenko, Roman Kofmann, Yakov Kreizberg, Jerzy Semkow. Do jej najważniejszych ról należą: Carmen, Azucena ("Il Trovatore"), Amneris ("Aida"), Eboli ("Don Carlos"), Kundry ("Parsifal"), Amme ("Frau ohne Schatten"), Lady Macbeth ("Macbeth"), Renata ("Ognisty anioł").
Żona dyrygenta Krzysztofa Słowińskiego.

## Wybrane partie operowe
| Kompozytor          | Tytuł opery         | Partia       | Nagrania na żywo | Nagrania studyjne            |
| ------------------- | ------------------- | ------------ | ---------------- | ---------------------------- |
| Giuseppe Verdi      | Aida                | Amneris      |                  |                              |
| Giuseppe Verdi      | Il Trovatore        | Azucena      |                  |                              |
| Giuseppe Verdi      | Don Carlos          | Eboli        |                  |                              |
| Giuseppe Verdi      | Macbeth             | Lady Macbeth |                  |                              |
| Giuseppe Verdi      | Ballo in maschera   | Ulrica       |                  |                              |
| Giuseppe Verdi      | Falstaff            | Mrs.Quickly  |                  |                              |
| Georges Bizet       | Carmen              | Carmen       |                  |                              |
| Stanisław Moniuszko | Straszny dwór       | Jadwiga      |                  | 1978 Polskie Nagrania „Muza” |
| Pietro Mascagni     | Cavaleria rusticana | Santuzza     |                  |                              |
| Richard Wagner      | Tannhäuser          | Venus        |                  |                              |
| Richard Wagner      | Tristan i Izolda    | Brangäne     |                  |                              |
| Richard Wagner      | Parsifal            | Kundry       |                  |                              |
| Siergiej Prokofjew  | Ognisty Anioł       | Renata       |                  |                              |
| Richard Strauss     | Frau ohne Schatten  | Amme         |                  |                              |